# Petre Lăzăroiu
Petre Lăzăroiu (n. 16 mai 1953, Glăvile, România) este un jurist român care a servit în funcția de judecător al Curții Constituționale a României. A fost numit în funcție în anul 2008, de către președintele României, pentru un mandat de 2 ani, iar de la 2 iunie 2010 pentru un mandat de 9 ani.

## Studii
A absolvit Facultatea de Drept a Universității București, promoția 1978, coleg cu Alexandru Atanasiu, Florin Costiniu și Adrian Severin. A urmat cursuri post-universitare precum Dreptul Comerțului Internațional, Facultatea de Drept, București, 1979; Dreptul Comerțului Internațional - Camera de Comerț și Industrie, București 1987. În prezent este doctorand la Facultatea de Drept a Universității Lucian Blaga - Sibiu, stadiul de susținere - elaborare și susținere teză.

## Activitate profesională
Petre Lăzăroiu a activat ca jurisconsult stagiar la Combinatul de Articole Tehnice din Cauciuc - Jilava în perioada: 1 septembrie 1979 - 15 iunie 1980; jurisconsult și consilier juridic la întreprinderea Mecanică de Utilaj Chimic București (S.C. U.M.U.C. S.A.) în perioada 15 iunie 1980 - 13 octombrie 1993; judecător financiar la Curtea de Conturi a României în perioada 13 octombrie 1993 - 30 noiembrie 2003 și președinte al Colegiului Jurisdicțional București, în aceeași perioadă; avocat la Baroul București în perioada 1mai 2004 - 15 septembrie 2008; asistent universitar la Facultatea de Drept a Universității Creștine Dimitrie Cantemir, în perioada 1992 - 1998; lector universitar la Facultatea de Drept a Universității Creștine Dimitrie Cantemir, perioada 1998 - prezent; titular al cursului de Drept Financiar și Bancar la Facultatea de Finanțe Bănci, Contabilitate a Universității Creștine Dimitrie Cantemir, și al cursurilor de drept financiar și drept fiscal la Facultatea de Drept - Secția Frecvență redusă a aceleiași Universități; lector la modulul de Drept Fiscal European al cursului de masterat Dreptul Comunitar al Afacerilor de la Facultatea de Drept a Universității Creștine Dimitrie Cantemir.

## Lucrări publicate
- Drept Financiar Fiscal Roman, Editura Valand, București 1999
- Drept Financiar și Bancar, Tipografia Universității Creștine Dimitrie Cantemir, București 2001
- Drept Bancar, Editura Brend, București 2006
- Cursul de Drept Fiscal și Procedură Fiscală - în curs de apariție

## Critici
Petre Lăzăroiu a fost criticat pentru că a închis dosarul „Pasajul Basarab”, în care a fost implicat președintele Traian Băsescu, în anul 2003. Procurorii Curții de Conturi l-au acuzat atunci pe Băsescu că - în calitate de ordonator de credite - ar fi prejudiciat municipalitatea cu 3.700.000 de lei, sumă achitată societății Proiect București SA pentru un studiu de fezabilitate la Pasajul Basarab. Băsescu a angajat cheltuielile, în perioada 2001-2002, pentru a obține un credit de la Banca Europeană de Investiții, fără a avea însă acordul Consiliului General al Municipiului București. Pe de altă parte, Petre Lăzăroiu a apărut pe o listă, publicată în presă, a avocaților care au încheiat cu Compania Națională de Autostrăzi și Drumuri Naționale contracte de asistență juridică de pe urma cărora ar fi câștigat, în anul 2007, suma de 100.000 de lei.